# オーストラリアのビール
オーストラリアのビール（英語: Beer in Australia）では、オーストラリアで製造されるビールの概要について記す。

## 概要
オーストラリアでは各州ごとにさまざまな種類のビールが製造、販売されている。瓶ビールは栓抜きが不要なスクリューキャップ式が多い。オーストラリアのビールはアルコール度数5%前後のものが多く、他の国のビールと比較すると、ビールのアルコール度数は高めである。
オーストラリア人はアルコール飲料の消費が多いが、ビールは食事といっしょには飲まず、ビールだけを飲む傾向にある。オーストラリアでビールが一番多く飲まれている場所はレストランなどではなく、パブやバーとなっている。レストランなど食事と共に飲むアルコール飲料はワインが多い。オーストラリアでのアルコール消費量ではビールが41%、ワインが37%となっている。
2011年のキリンホールディングスの発表に依れば、オーストラリア人の1人あたりのビール年間消費量は大瓶に換算して131本。世界で第8位である。
1992年より、クラフトビールの国際コンペティションであるオーストラリアン・インターナショナル・ビア・アワードが毎年開催されており、アジア太平洋地域では最も大規模なコンペティションとなっている。日本からの参加、受賞もある。

## 歴史
オーストラリアには18世紀後半にイギリスからビールがもたらされた。当時はラム酒がよく飲まれており、ラム酒よりアルコール度数が低く酔いにくいビールは「健康的な飲料」として広まった。当初、イギリスの主流でもある上面発酵のエールが主流であったが、ビールの世界的な流行と同様に下面発酵のラガーの消費量が上回るようになった:61。

## 代表的なスタイル
オーストラリアで製造されるビールの代表的なスタイルを記す:61。

### オーストラリアン・ペールエール
イギリスのペールエールを基本として造られた伝統的なビール（エール）。発祥地は定かではない:61。
ホップの香りはほとんどなく、苦味は強め。フルーティーなエステル香がある:61。
自宅で醸造できる自家製キットも販売されている:61。日本でも自家製キットを購入することは可能だが、酒税法の関係で、アルコール度数1%以上で醸造した場合は違法となる:61。

### アメリカン・ラガー
苦味は強いが、麦芽の甘い風味とのバランスも良い:157。
特にVBと通称されるVictoria Bitterはオーストラリアを代表するビールの1つである:157。

## 代表的な銘柄
フォスターとライオンネイサンの2社でオーストラリアのビール市場の90%以上のシェアを寡占している。なお、ライオンネイサンは2009年よりキリンホールディングスの子会社となっている。
VB (Victoria Bitter、ヴィビー、ブイビー)
上述のようにオーストラリアを代表するビールの1つ。
ビクトリア州メルボルンに本社を置くフォスターが製造している。
2004年にはオーストラリアのビールシェアの30%を獲得していた。
苦味がやや強い。
XXXX（フォーエックス）
VBと拮抗する人気を獲得するビール。2012年にはVBを抜いてトップシェアを獲得した。
クイーンズランド州ブリスベンで製造されている。1992年にライオンネイサンに吸収された。
Tooheys （トゥーイーズ）
シドニーのリッドコム郊外にあるトゥーイーズ・ブリュワリーが製造している。
くせのないホップの味が特徴。ドラフトビールを置いているバーも多い。
Crown （クラウン）
メルボルンに拠点を置くカールトン&ユナイテッドブルワリーズが製造している。なお、カールトン&ユナイテッドブルワリーズは2020年よりアサヒグループホールディングス傘下となっている。
高級ブランドとして認識されており、ほどよい苦味と泡立ちが人気となっている。
Cascade （カスケード）
タスマニア州のカスケード醸造所が製造している。1832年創業で、オーストラリアでは最古の醸造所に分類される。
地元では絶大な人気を獲得している。

## 関連事項
- ボブ・ホーク - 第23代オーストラリア首相。オックスフォード大学在学中にビールの早飲み競争で、11秒間に2.5パイント（1.4リットル）を飲んで世界記録を樹立している他、マイクロブルワリー「ホークス・ブリューイング」を設立し、自身のクラフトビール「ホークスラガー」を2017年に販売開始している[9]。